# Seznam brazilskih filmskih režiserjev
Seznam brazilskih filmski režiserjev.

## A
- Karim Aïnouz (1966)
- Cacau Amaral (1972)
- Joaquim Pedro de Andrade (1932-1988)
- Daniel Aragão (1981)
- Guel Arraes (1953)
- Joaquim Assis (1934)

## B
- Héctor Babenco (1946-2016) (argentin.-brazil.)
- Cadu Barcelos
- Philippe Barcinski (1972)
- Bruno Barreto (1955)
- Victor Lima Barreto (1906-1982)
- Fernando de Barros (1915-2002) (port.-braz.)
- Luis de Barros
- Roberto Bomtempo (1963)

## C
- Vittorio Capellaro (1877–1943) (italijansko-brazilski)
- Manaira Carneiro (1987)
- Alberto Cavalcanti (1897-1982)
- César Charlone (1958) (urugvajsko-brazilski)
- Eduardo Coutinho (1933-2014)

## D
- Gustavo Dahl
- Cacá (Carlos) Diegues (1940)
- Anselmo Duarte (1920-2009)

## F
- Mario Faria
- Rodrigo Felha
- Vicente Ferraz (1965)
- Almeida Fleming
- José Henrique Fonseca

## G
- Marcelo Gomez
- Adhemar Gonzaga
- Gregorio Graziosi (1983)
- Ruy Guerra (1931)

## H
- Leon Hirszman

## J
- Arnaldo Jabor

## K
- Alberto Kemeny
- Gabe Klinger (1982)

## L
- Alejandro Landes (1980) (kolumbijsko-ekvadorski rojen v Braziliji)
- Kátia Lund (1966)
- Rodolfo Luistig

## M
- Matias Mariani (1979)
- José Mojica Marins (1936-2020)
- Humberto Mauro (1897-1983)
- Fernando Meirelles (1955)
- Francisco Meirelles (1988)
- Kleber Mendonça Filho (1968)
- Wagner Moura (1976)

## P
- Mário Peixoto (1908-1992)
- Nelson Pereira dos Santos (1928-2018)

## R
- André Ristum (1971)
- Glauber Rocha (1939-1981)

## S
- Walter Salles (1956)
- Roberto Santos (1928-1987)
- Gerardo in Renato Santos Pereira
- Paulo César Saraceni
- Geraldo Sarno
- Francisco Serrador
- Ane Siderman
- Breno Silveira (1964-2022)

## T
- Fernando Torres (1927-2008)
- Cláudio Torres (1962-)
- Miguel Torres

## W
- Andrucha Waddington (1970)